# الدليل العالمي للمدارس الطبية
يعد الدليل العالمي لمدارس الطب (اختصارا (WDMS)) قاعدة بيانات عامة للمؤسسات التي تدعم التعليم الطبي. فهناك 2,800 كلية طب عاملة مدرجة في الدليل. تم نشر الدليل بالتعاون مع الاتحاد العالمي للتعليم الطبي (WFME) ومؤسسة النهوض بالتعليم الطبي الدولي والبحوث (FAIMER).

## قاعدة البيانات
بالنسبة لقاعدة البيانات، يتم تعريف «المدرسة الطبية» على أنها «مؤسسة تعليمية توفر برنامجًا كاملاً وشاملاً لتعليمات التأهيل الطبي الأساسي». اعتبارا من ديسمبر 2016، احتوت قاعدة البيانات على سجلات لـ 2800 كلية طبية على قيد العمل وأكثر من 100 كليه من التي توقفت عن العمل.
تم إنشاؤها من خلال دمج الدلائل الخاصة بكل من AVICENNA و IMED لإنتاج مصدر واحد شامل، بما في ذلك المدارس في كل من الدلائل السابقة.

## التاريخ
تم الانتهاء من قرار دمج AVICENNA و IMED في مارس 2012. تم إطلاق الدليل رسميًا في أبريل 2014. أثناء الانتقال إلى الدليل الجديد، ظل دليل IMED ودليل ابن سينا مفتوحًا لمدة عام، وأغلق في عام 2015.

## الممولون
الرعاة الرئيسيون هم المجلس الطبي الأسترالي، اللجنة التعليمية لخريجي الطب الأجانب، المجلس الطبي لكندا.

## وصلات خارجية
- الموقع الرسمي
- FAIMER website